# Samar Nassar
Samar Odett Nassar (in arabo سمر أوديت نصار‎?; Beirut, 16 febbraio 1978) è un'ex nuotatrice giordana.
È nata in Libano e ha gareggiato per la Palestina alle Olimpiadi estive di Sydney 2000 e per la Giordania a quelle di Atene 2004. È stata la prima donna a rappresentare la Palestina alle Olimpiadi.
Ha lavorato come Chef de mission della delegazione giordana alle Olimpiadi estive di Londra 2012.
Nassar è stata anche CEO del Comitato di Organizzatore Locale della Coppa del Mondo femminile Under-17 FIFA, il quale si è occupato dell'organizzazione della Coppa del 2016 svoltasi proprio in Giordania.